# Стрітенська церква (Полтава)
Стрітенська церква у Полтаві — храм на честь  Стрітення Господа Нашого Ісуса Христа, що існує від 17 ст. у Полтаві.

## Історія існування
Час будівництва першої, дерев’яної, церкви на честь Стрітення Господнього не відомий. Вона була кладбищенською і знаходилася за межами міста на узбіччі шляху, який вів до фортечних Київських воріт. Історики кінця 19 ст. стверджували, що її парафія існувала вже у 1684–1689 роках і до неї належали жителі передмістя  .
Під час нападу татарської орди 1695 року церква, ймовірно, була зруйнована й пограбована. Під час облоги Полтавської фортеці 1709 року храм знову був пограбований шведським військом .
У 1710 році церква відновила діяльність. Знаходилася на місці, де тепер перехрестя вул. Соборності та Стрітенської. 1715 року церкву перебудували на триверху, встановили другий вівтар в ім'я Іоанна Богослова та звели поряд із церквою триярусну дзвіницю. Храму повернули статус парафіяльного.
У жовтні 1776 року церкву передано із Київської єпархії до Слов'янської та Херсонської. Мала вона на той час п’ять священиків, дяка та десять церковнослужителів.
1781 року від старості храм завалився. На тому ж місці у 1782—1787 роках була зведена тепла мурована п'ятибанна кубічна церква. Храм у стилі пізнього бароко мав у плані форму рівнокінцевого грецького хреста із закругленими зовнішніми кутами. Рамена хреста мали циліндричні склепіння з півкруглими фронтонами на фасадах. Чотири потужних пілони за допомогою системи підпружних арок тримали центральну та чотири бічні світлові бані.
1794 року з південного боку у храмі встановили вівтар, вже третій, в ім’я первомученика архідиякона Стефана. 1853 року до західної частини храму прибудовано двоповерховий мурований притвор і триярусну чотиригранну дзвіницю з восьмигранним куполом і шпилем. Храм став одною з важливих архітектурних домінант міста.
1776 року до парафії належало 200 дворів та 47 бездвірних хат.
На 1902 рік під погостом церква мала чверть десятини землі. До храму належали два будинки для двох священиків, диякона та псаломщика, а також бібліотека та церковнопарафіяльна школа. Сторожка церкви містилася у дзвіниці. Парафіян було 426 душ чоловічої, 469 душ жіночої статі.
1912 року парафіян міщан, дворян, купців – 397, козаків – 120, селян – 259.

## Галерея

Краєвид зі Стрітенським храмом (поч. XX ст.)
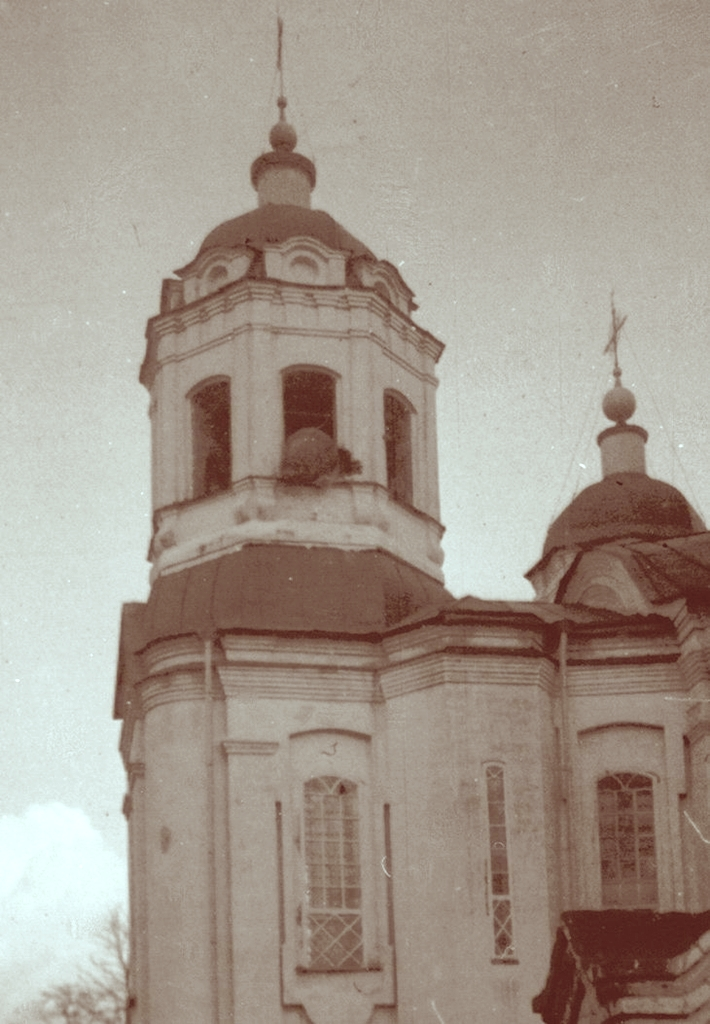
Більшовики-атеїсти знімають дзвони (1930)